# Matthew Shirvington
Matthew ou Matt Shirvington (né le 25 octobre 1978) est un athlète australien, spécialiste du sprint. Il mesure 1,84 m pour 82 kg. Son club est le NSW.

## Carrière

### Palmarès
| Année | Compétition                    | Lieu         | Résultat | Épreuve   | Performance |
| ----- | ------------------------------ | ------------ | -------- | --------- | ----------- |
| 1998  | Jeux du Commonwealth           | Kuala Lumpur | 4e       | 100 m     | 10 s 03     |
| 1998  | Jeux du Commonwealth           | Kuala Lumpur | 6e       | 200 m     | 20 s 53     |
| 1998  | Jeux du Commonwealth           | Kuala Lumpur | 3e       | 4 x 100 m | 38 s 69     |
| 1999  | Championnats du monde en salle | Maebashi     | 4e       | 60 m      | 6 s 52      |
| 2001  | Championnats du monde en salle | Lisbonne     | 5e       | 60 m      | 6 s 55      |
| 2001  | Championnats du monde          | Edmonton     | 3e       | 4 x 100m  | 38 s 83     |

### Records
- 60 m : 6 s 85 	 2 	Canberra	28 Jan 2003
- 60 m en salle : 6 s 52 	AR 	1h1 	WC	Maebashi	7 Mar 1999
- 100 m : 10 s 03 	 -0.1 	4 CWG	Kuala Lumpur	17 Sep 1998
- 200 m : 20 s 45 	 1.9 	1 	Sydney	10 aoû 1998